# Гатное
ГАТНЕ (укр. Гатне) — село, входит в Фастовский район Киевской области Украины.
Население по переписи 2001 года составляло 3087 человек. Занимает площадь 2,877 км².

## История
Лаврентий Похилевич в «Сказании о населённых местностях Киевской губернии» (1864) пишет:

ГАТНОЕ село по дороге из Киева за 5 вёрст далее села Желян. Жителей обоего пола: православных 803, евреев 7. Село это очень давнее. В актах, относящихся к истории западной России (том I, под № 178), напечатана отказная запись 1500 года князя Богдана Глинского Киево-Пустынному Николаевскому монастырю на это село с угодьями. В настоящее время в селе Гатном монастырю этому принадлежит только хутор в 400 десятин земли с хозяйственными заведениями, лесом, пасекой, огородом, садом и 2 прудами с мельничкой. Для приезжающих летом настоятелей монастыря построен покойным архимандритом Авксентием Галинским двухэтажный довольно просторный дом среди сада. Должно также упомянуть, что с. Гатное, особенно монастырский хутор, имеет весьма красивое открытое местоположение при вершине ручья Веты, и что в двух хуторных колодезях превосходная вода.

Приходская церковь деревянная во имя Покрова Пресвятой Богородицы, 6-го класса; земли имеет 46 десятин; построена на место давнейшей в 1780 году, а в 1851 г. исправлена на счёт казны. К приходу причислена деревня Вета.

## Персоналии
Родился Михаил Иванович Марченко (1902—1983) — советский историк, автор многочисленных трудов по истории Украины эпохи средневековья, первый советский ректор Львовского университета.

## Местный совет
08160, Київська обл., Фастівський р-н, с. Гатне, вул. Київська, 138 (укр.)

## Галерея
- Сельский совет
- Бюст В. В. Марченко
- Братская могила солдат Красной Армии которые погибли в годы Второй мировой войны
- Храм Покрова Божией Матери и великомученика Артемия Антиохийского
- Мемориал защитникам Киевщины в Народном парке
- Бюст Т. Г. Шевченко
- Памятник на братской могиле погибших в 1941-1943 г.г.
- Памятная плита на месте, где в 1949 г. был найден скелет мамонта